# Kościół St.-Georg-Marien w Ilfeld
Kościół St.-Georg-Marien w Ilfeld (niem. Stiftskirche St. Georg – Marien) – protestancki kościół zlokalizowany w Niemczech, w miejscowości Ilfeld, dzielnicy gminy Harztor, w kraju związkowym Turyngia, w powiecie Nordhausen. Należy do Kościoła Ewangelickiego w Niemczech.

## Historia
Neogotycki obiekt wzniesiono w latach 1865–1868 dekretem króla Jerzego V i królowej Marii na miejscu zburzonego kościoła św. Jerzego i starego kościoła klasztornego pod wezwaniem Najświętszej Maryi Panny w 1223 (został on rozebrany w 1859 na podstawie umowy między radą kościelną, a izbą klasztorną z 9 czerwca 1859). Świątynię konsekrowano 18 października 1868.
Prace zabezpieczające przy budowli prowadzono w latach 1990–1996. W 2003 zainstalowano ogrzewanie.

## Architektura
Trójnawową świątynię z porfiru wzorowano na wcześniejszej, średniowiecznej, gotyckiej i również trójnawowej. Parapety, gzymsy, rzygacze i osłony filarów wykonane są z dolomitu. Projektantem był Konrad Wilhelm Hase.
Kwadratowa wieża ma 55 metrów wysokości. Wisi w niej sześć dzwonów, w tym dwa zegarowe. Pochodzą z odlewni Franza Schillinga w Apoldzie. 

## Wyposażenie
W prezbiterium znajduje się późnoromański, obustronnie rzeźbiony krucyfiks ze starego kościoła klasztornego (1350). Na końcach ramion krzyża znajdują się ryty (Baranek Boży, znaki czterech Ewangelistów, winorośl z gałęziami i wąż, symbol grzechu). Za ołtarzem na ścianie znajduje się stary gotycki nagrobek opata z piaskowcową płaskorzeźbą.
Witraże w chórze pochodzą z końca XIX wieku (Boże Narodzenie i Zmartwychwstanie). Zostały wykonane przez przedsiębiorstwo Frenstadl w Hanowerze (fundacja lokalnej społeczności). Stalle pochodzą z dawnego kościoła klasztornego. Chrzcielnica wykonana jest z piaskowca.
Mosiężne medaliony w ołtarzu (Matka Boża z Dzieciątkiem i św. Jerzy ze smokiem) są wykonane ręcznie przez Evę Dietrich z Hildesheim i zostały zakupione w 1935 z datków wiernych. Witraże w nawach bocznych również sfinansowali parafianie. Sceny pochodzą z warsztatu Müllera w Quedlinburgu i w większości wykonano je na podstawie szablonów z biblii obrazkowej J. Schnorra von Carolsfelda. Organy pochodzą z lat 1955–1956 (przedsiębiorstwo Gebr. Jehmlich z Drezna). Mają 27 rejestrów i prawie 2000 piszczałek. Ze względu na bardzo dobrą akustykę w kościele odbywają się koncerty organowe.
W kruchcie znajdują się barokowe nagrobki, kamień fundacyjny Jerzego V z pozłacanymi literami oraz krzyż modlitewny TRÜMMER & KLAGE wykonany z cegieł, dla uczczenia ofiar zamachów terrorystycznych w USA z 11 września 2001.

## Galeria

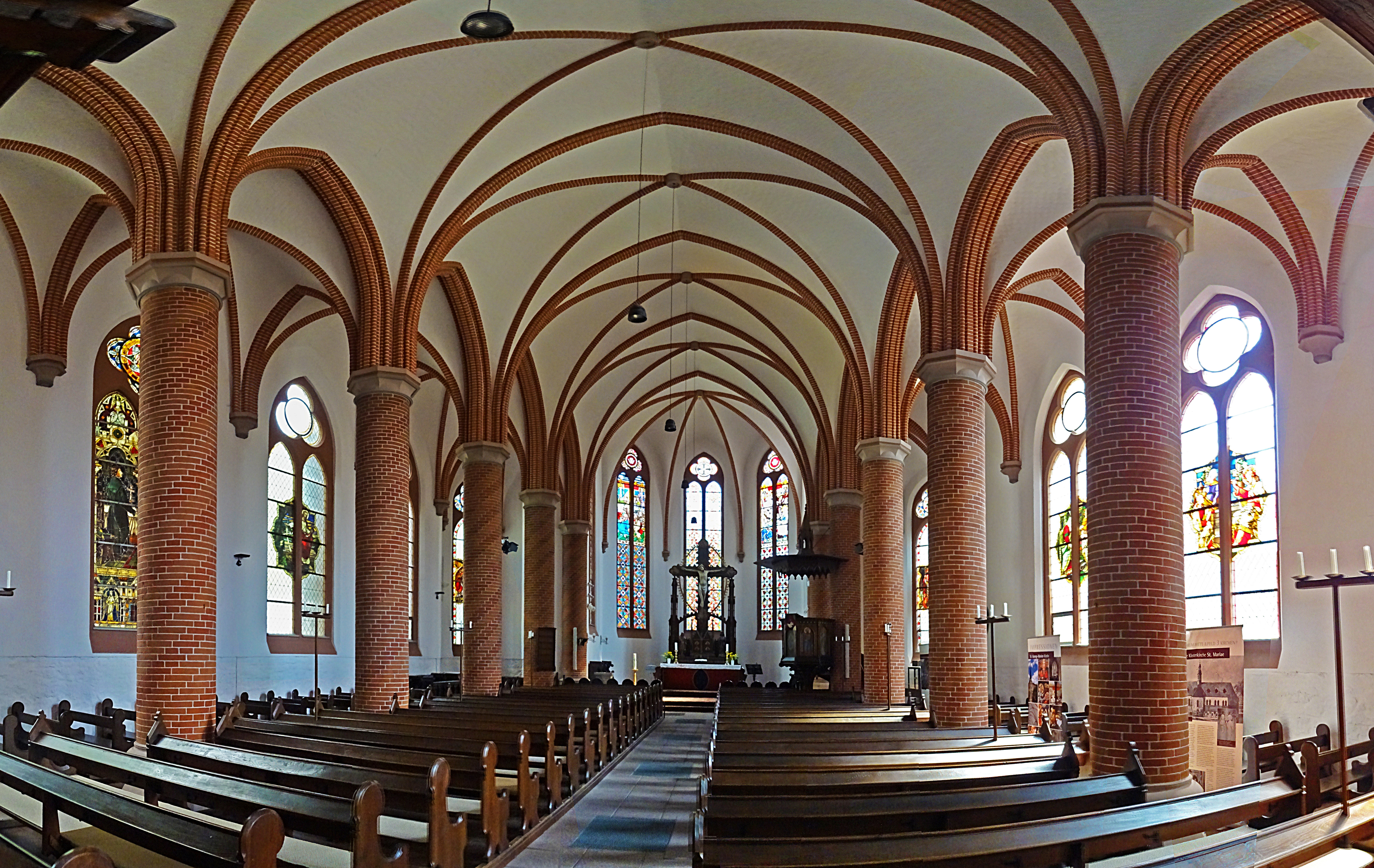
Wnętrze z krucyfiksem
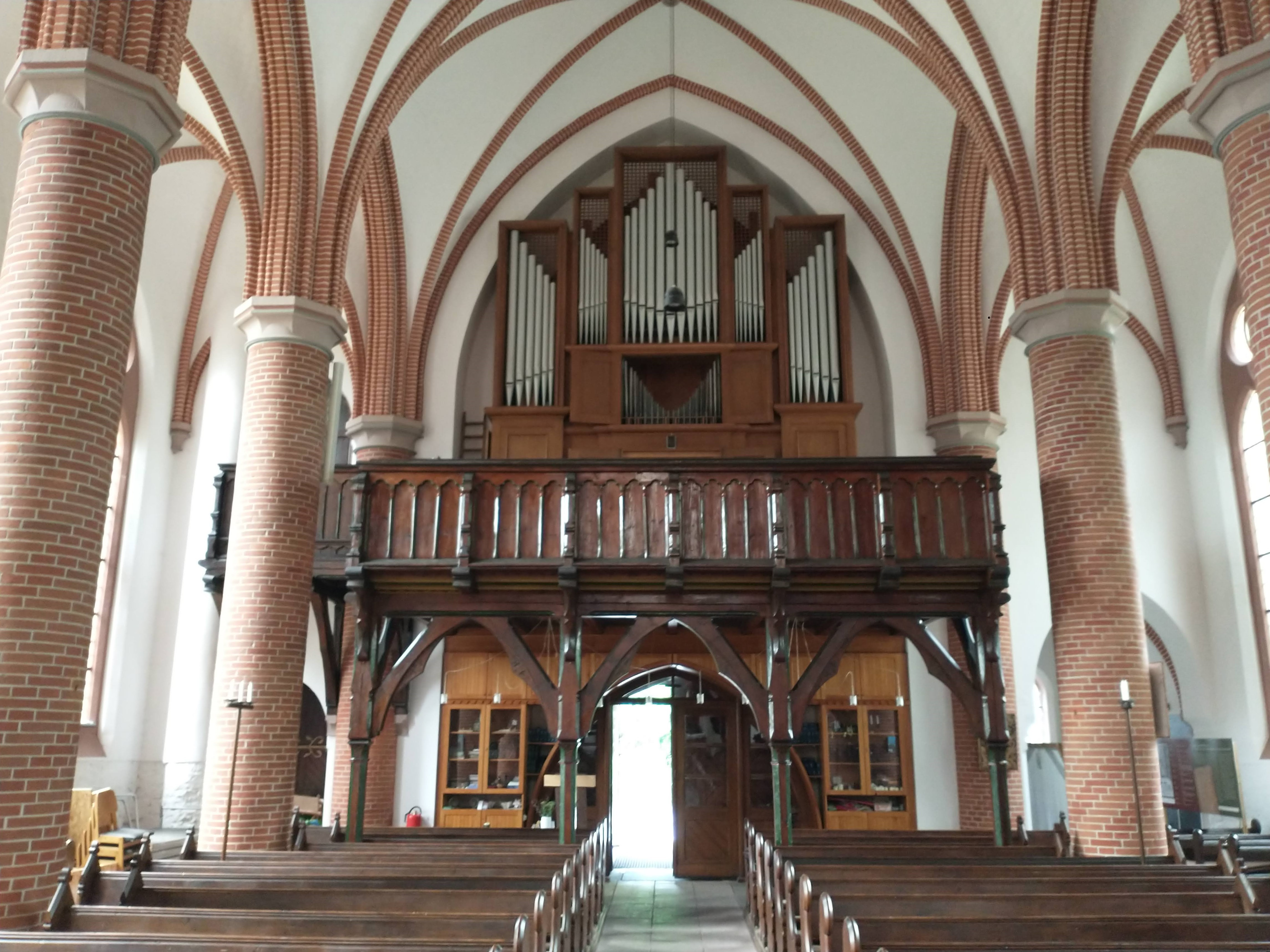
Chór i organy
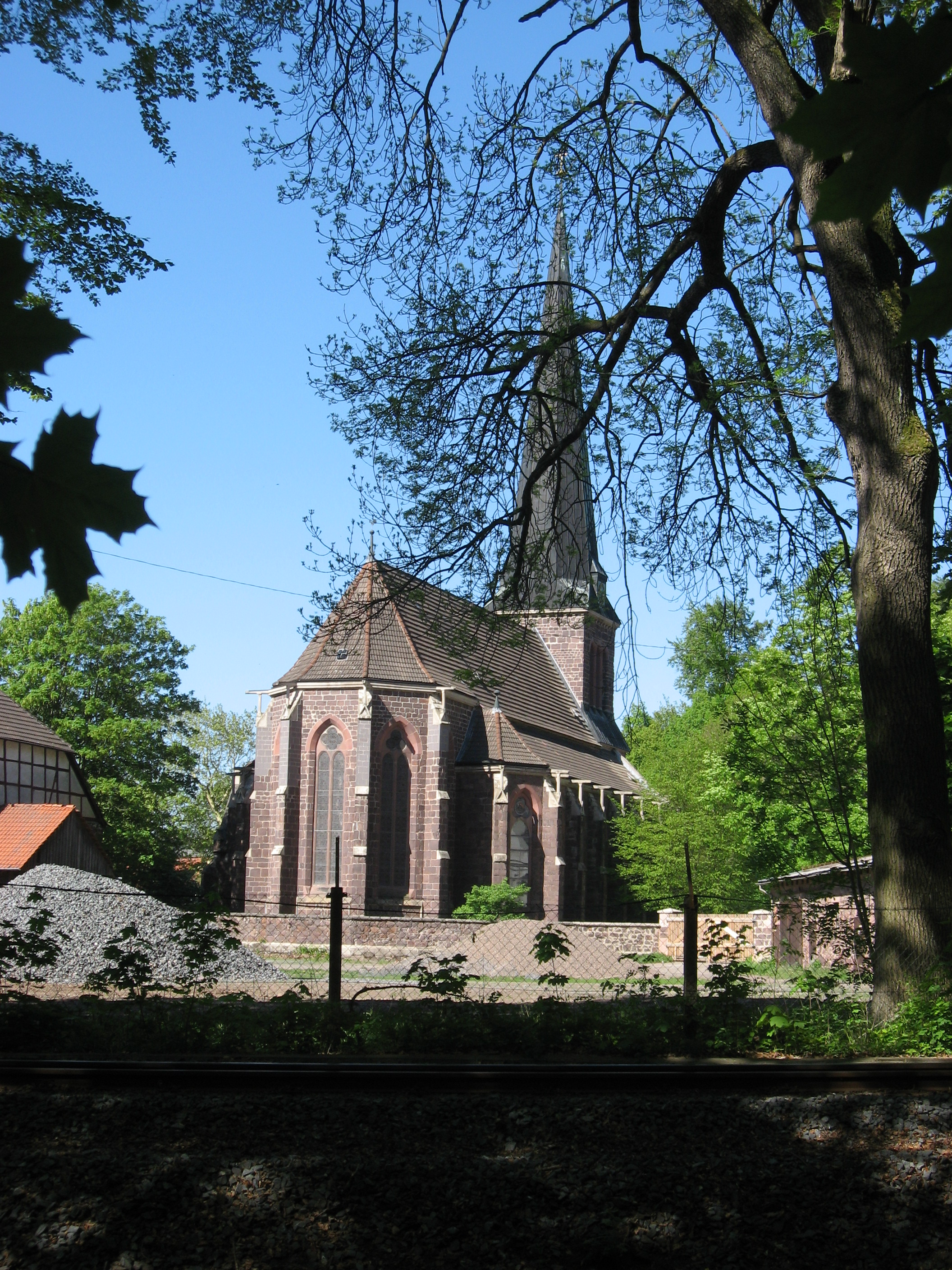
Prezbiterium